# Rõue
Rõue – wieś w Estonii, prowincji Rapla, w gminie Kehtna.